# France au Concours Eurovision de la chanson 1956
La France a participé au premier Concours Eurovision de la chanson le 24 mai 1956 à Lugano, en Suisse.
La Radiodiffusion-télévision française (RTF) avait choisi deux chansons pour représenter le pays : " Le Temps perdu " chantée par Mathé Altéry et " Il est là " par Dany Dauberson. Aucune des deux interprétation n'a remporté le concours.
À la fin de ce dernier, seule la chanson gagnante a été annoncée, les résultats complets ne furent jamais publiés. Les résultats des deux chansons françaises ne sont donc pas connus.